# 白山神社 (高島市宮野)
白山神社（はくさんじんじゃ）は、滋賀県高島市宮野にある神社である。

## 祭神
- 伊弉諾尊
- 伊弉冊尊

## 神紋
左三ッ巴

## 歴史
正治2年（1200年）、加賀国白山権現を勧請して創建されたと伝わる。元亀2年（1571年）に明智光秀らの軍により焼失したが、天正2年（1574年）に再建されたという。また、藩主分部氏の崇敬が厚く、正月、例祭、盆月には、必ず家老を代参させたという。明治2年（1869年）現在の社号に改められ、同9年（1876年）に村社に列した。

## 祭事
- 例祭　　5月1日

## 境内社
- 五所神社

## 文化財
- 石造春日燈籠2基　……　宝永7年（1710年）の銘がある。